# Cosmic Garden
Cosmic Garden war ein Garten an der Nordwestecke des Museums für Kunst und Gewerbe in Hamburg.
Der quadratische Garten hatte kreuzförmig Wege eingeschrieben, die die vier Seiten miteinander verbanden. Die Kreuzung der Wege markierte ein Kreis, in dessen Zentrum ein Baum stand. Quadrat, Kreis und Kreuz waren in der Spätantike Formeln für den Kosmos, die in den Klostergärten des Mittelalters und der Architektur der Renaissance wieder aufgenommen wurden. Sie repräsentieren die Harmonie der göttlichen Schöpfung.

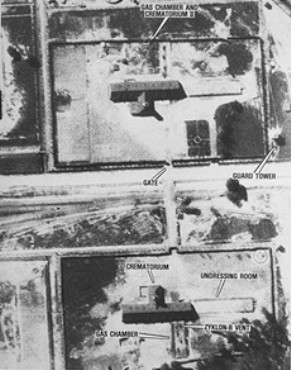
Barockgarten im KZ Auschwitz-Birkenau (obere Bildhälfte, rechts vom Tor des umzäunten Bereiches)

Eine Luftaufnahme der United States Army Air Forces vom 25. August 1944 zeigt direkt hinter dem Eingang zum Hof des Krematoriums II des Vernichtungslagers Auschwitz-Birkenau einen solchen barocken Ziergarten. Die Aufnahmen entstanden, als geklärt werden musste, ob der Lagerkomplex von den Alliierten bombardiert werden sollte.
Ein solches Motiv im Zentrum der Vernichtung erscheint absurd und unglaublich. Unter der Leitung von Joachim Caesar und Anni Binder wurden die aufwendigen Grünanlagen des KZ-Geländes angelegt. Caesars Hecken hatten nicht nur die Funktion, die Anlage zu verschönern. Sie sollten auch die Tötungsmaschinerie verbergen und einer Massenpanik entgegenwirken. Da der Garten zwischen dem Eingangstor und dem Entkleidungsraum des Krematoriums lag, muss man davon ausgehen, dass dieser unverhofft auftauchende Garten für hunderttausende Opfer des Holocausts ihr letzter Blick auf die Welt war.
Ronald Jones, dessen Vater bei der Einheit diente, von der die Aufnahmen stammen, baute Caesar’s Cosmic Garden im Jahre 2000 für die stadtweite Freilichtausstellung Außendienst nach. Der Garten lag zwischen dem Museum für Kunst und Gewerbe und den Bahngleisen. (Dieser Ort ist nur rund einen Kilometer weit entfernt vom Hamburg Hannoverscher Bahnhof am Ericusgraben (heute Lohsepark), der als Verladebahnhof der Deportationen diente.)
Entsprechend dem Vorbild stand in der Mitte der Nachbildung kein Brunnen, sondern ein Baum, der sogenannte Baum des Himmels.
Im Februar 2008 wurde der Garten im Zuge einer Umgestaltung wieder durch eine Rasenfläche ersetzt.